# Ryohei Okazaki
Ryohei Okazaki (født 25. april 1992) er en japansk fodboldspiller, som spiller for den japanske fodboldklub FC Ryukyu.